# Moraleja (Cáceres)

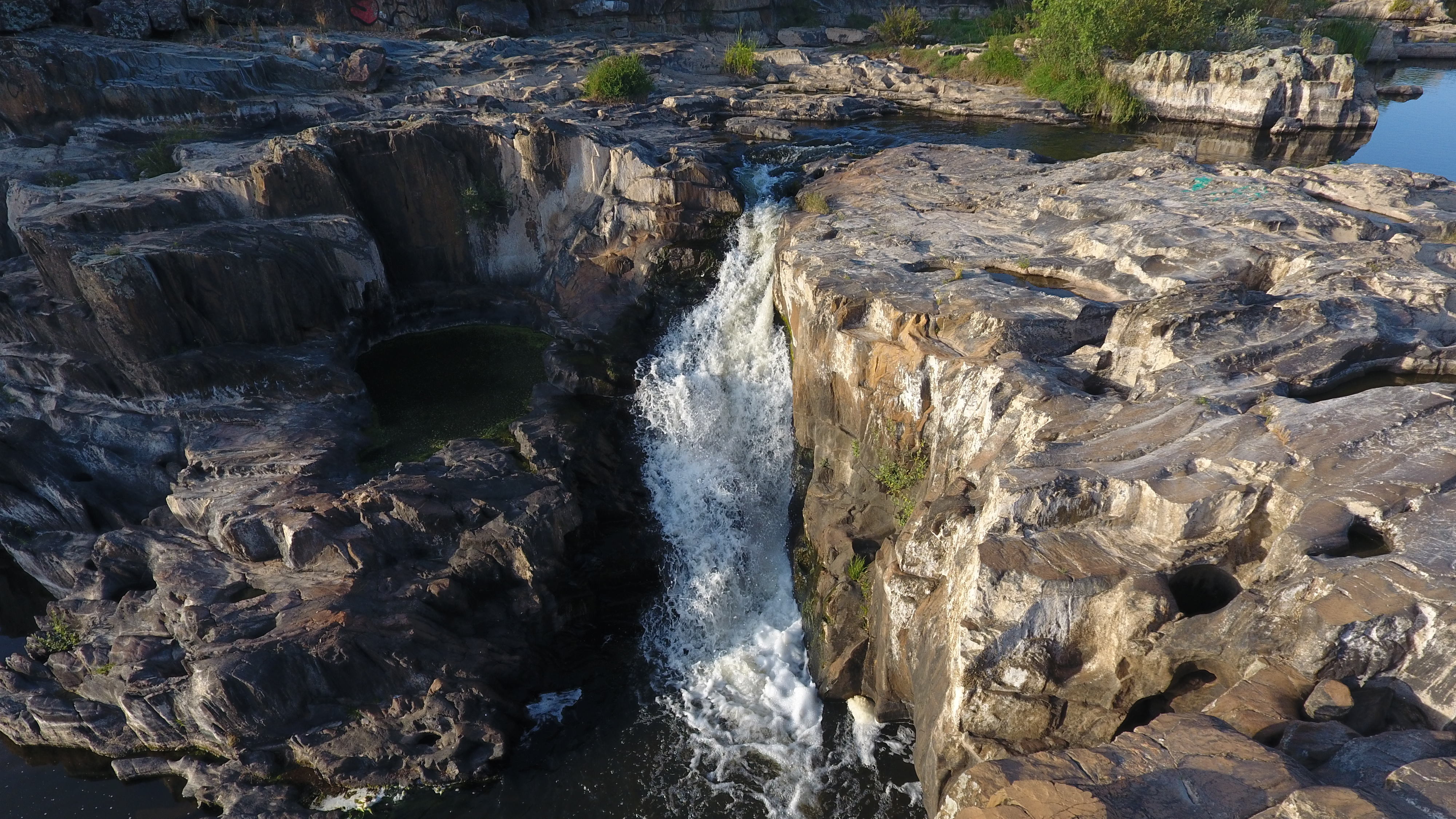
El Chorrerón

Moraleja es un municipio español, situado en la provincia de Cáceres, comunidad autónoma de Extremadura, que comprende el pueblo del mismo nombre y un extenso término municipal en el que se encuentran varios caseríos y poblados de colonización de pequeño tamaño como Cañadas y Rozacorderos. En 2009, Vegaviana se constituyó en un municipio independiente, dejando de formar parte del municipio de Moraleja.
Con 6912 habitantes en 2016, Moraleja es el octavo municipio más poblado de la provincia de Cáceres y el más importante de la Sierra de Gata, mancomunidad de la cual es centro comercial, aunque geográficamente este municipio se encuentra en las vegas que forma el Árrago al bajar de dicha sierra y por tanto no debería considerarse que Moraleja forma parte de la sierra.

## Geografía
Moraleja tiene un término municipal de 124,54 kilómetros cuadrados, y una densidad de 57,67 habitantes por kilómetro cuadrado, clasificándose como una densidad media. 
Moraleja limita con:
- Perales del Puerto al norte.
- Cilleros y Vegaviana al oeste.
- Zarza la Mayor al suroeste.

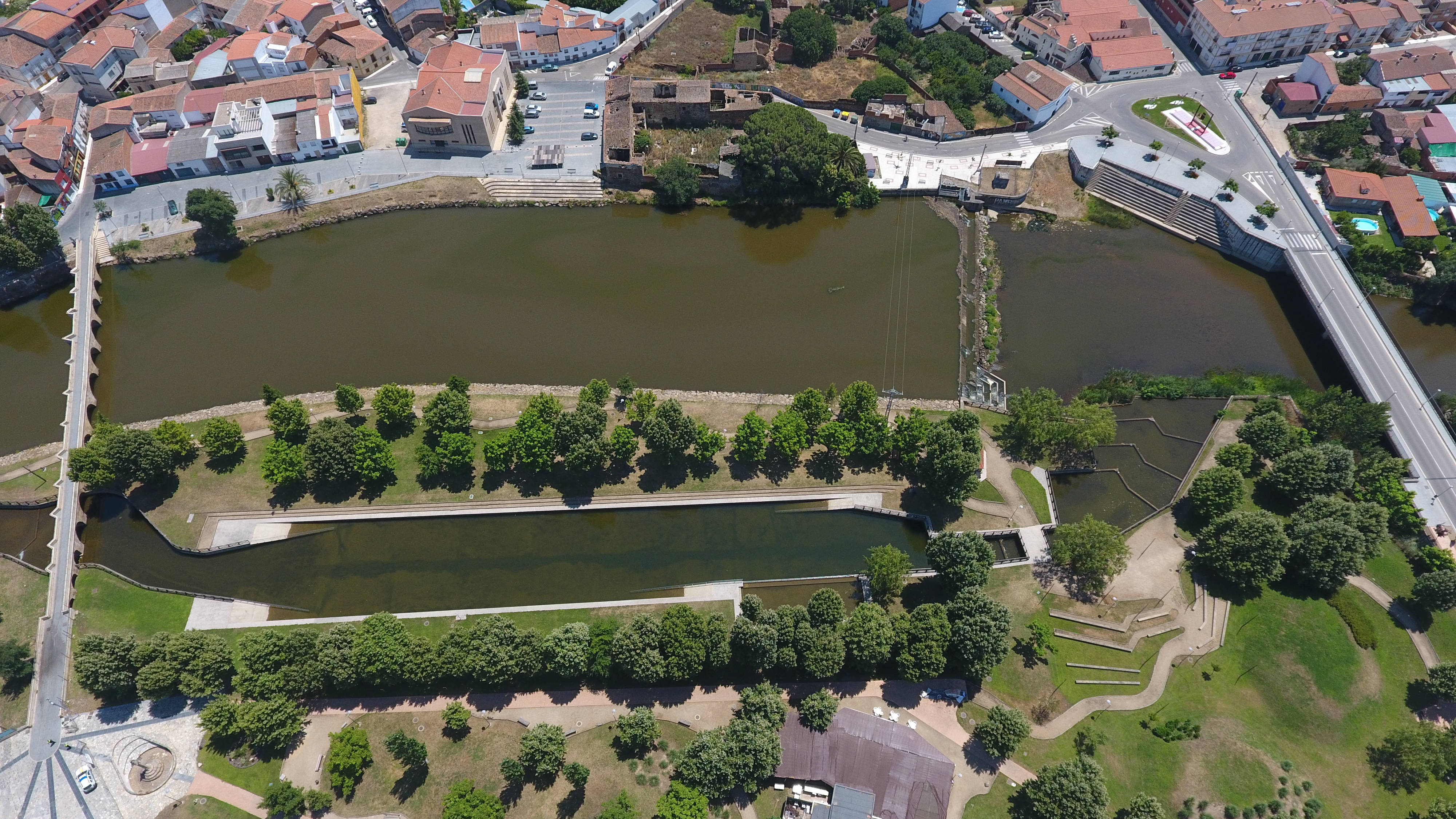
Parque fluvial y río Rivera de Gata

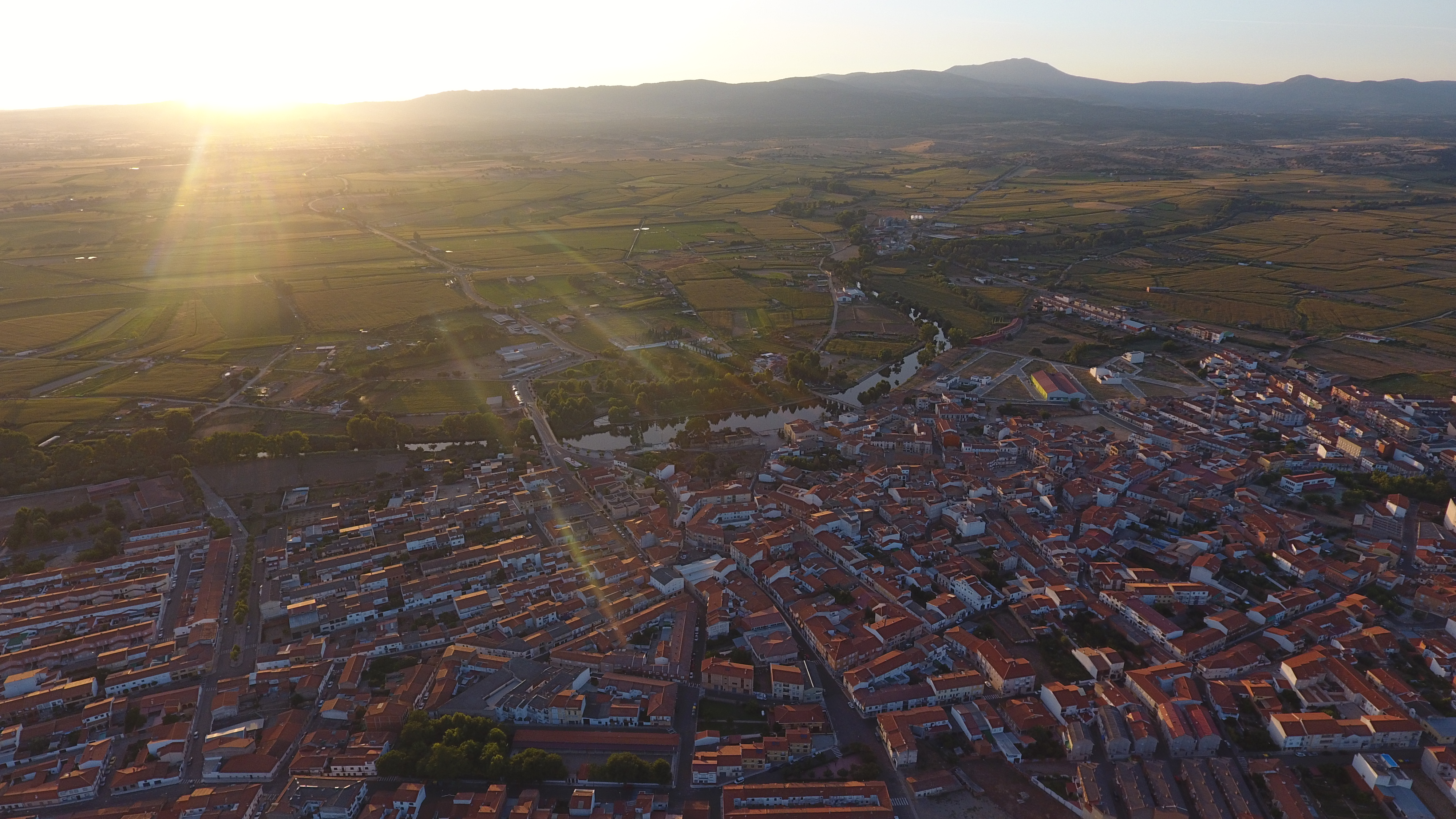
Moraleja desde el aire

- Cachorrilla y Pescueza al sureste.
- Gata al noreste.
- Huélaga, Casas de Don Gómez y Casillas de Coria al este.

| Parámetros climáticos promedio de Moraleja en el periodo 1991-2021                                                                       | Parámetros climáticos promedio de Moraleja en el periodo 1991-2021 | Parámetros climáticos promedio de Moraleja en el periodo 1991-2021 | Parámetros climáticos promedio de Moraleja en el periodo 1991-2021 | Parámetros climáticos promedio de Moraleja en el periodo 1991-2021 | Parámetros climáticos promedio de Moraleja en el periodo 1991-2021 | Parámetros climáticos promedio de Moraleja en el periodo 1991-2021 | Parámetros climáticos promedio de Moraleja en el periodo 1991-2021 | Parámetros climáticos promedio de Moraleja en el periodo 1991-2021 | Parámetros climáticos promedio de Moraleja en el periodo 1991-2021 | Parámetros climáticos promedio de Moraleja en el periodo 1991-2021 | Parámetros climáticos promedio de Moraleja en el periodo 1991-2021 | Parámetros climáticos promedio de Moraleja en el periodo 1991-2021 | Parámetros climáticos promedio de Moraleja en el periodo 1991-2021 |
| Mes | Ene.                                                               | Feb.                                                               | Mar.                                                               | Abr.                                                               | May.                                                               | Jun.                                                               | Jul.                                                               | Ago.                                                               | Sep.                                                               | Oct.                                                               | Nov.                                                               | Dic.                                                               | Anual                                                              |
| --- | ------------------------------------------------------------------ | ------------------------------------------------------------------ | ------------------------------------------------------------------ | ------------------------------------------------------------------ | ------------------------------------------------------------------ | ------------------------------------------------------------------ | ------------------------------------------------------------------ | ------------------------------------------------------------------ | ------------------------------------------------------------------ | ------------------------------------------------------------------ | ------------------------------------------------------------------ | ------------------------------------------------------------------ | ------------------------------------------------------------------ |
| Temp. máx. media (°C) | 11.6                                                               | 13.3                                                               | 16.3                                                               | 19                                                                 | 23.4                                                               | 29.5                                                               | 32.8                                                               | 32.8                                                               | 28.1                                                               | 21.5                                                               | 14.9                                                               | 12.1                                                               | 21.2                                                               |
| Temp. media (°C) | 7.1                                                                | 8.4                                                                | 11.2                                                               | 13.8                                                               | 17.9                                                               | 23.4                                                               | 26.4                                                               | 26.4                                                               | 22.3                                                               | 16.7                                                               | 10.7                                                               | 7.8                                                                | 16.0                                                               |
| Temp. mín. media (°C) | 3.4                                                                | 4.1                                                                | 6.3                                                                | 8.6                                                                | 12                                                                 | 16.6                                                               | 19.2                                                               | 19.4                                                               | 16.4                                                               | 12.1                                                               | 7.1                                                                | 4.2                                                                | 10.7                                                               |
| Precipitación total (mm) | 84                                                                 | 59                                                                 | 67                                                                 | 60                                                                 | 53                                                                 | 12                                                                 | 4                                                                  | 8                                                                  | 40                                                                 | 112                                                                | 92                                                                 | 103                                                                | 694                                                                |
| Días de lluvias (≥ 1 mm) | 7                                                                  | 5                                                                  | 5                                                                  | 6                                                                  | 5                                                                  | 2                                                                  | 1                                                                  | 1                                                                  | 3                                                                  | 7                                                                  | 7                                                                  | 7                                                                  | 56                                                                 |
| Fuente: www.es.climate-data.org Datos de precipitación para el periodo 1991-2021 y de temperatura para el periodo 1991-2021 en Moraleja. |                                                                    |                                                                    |                                                                    |                                                                    |                                                                    |                                                                    |                                                                    |                                                                    |                                                                    |                                                                    |                                                                    |                                                                    |                                                                    |

## Historia

### Prehistoria y antigüedad
Los primeros restos encontrados en el término municipal de Moraleja son del Paleolítico inferior. En la Edad de Bronce la zona estaba habitada, puesto que se han encontrado estelas o losas de piedra en las que se hacían grabaciones. En la época anterior a la conquista romana, se desarrolló la industria metalúrgica de bronce y de oro. Aunque no se sabe a ciencia cierta el lugar exacto de los territorios prerromanos, se cree que los vetones ocupaban el este de la sierra de Gata y los lusitanos el oeste. Ambos pueblos que habitaban los alrededores de Moraleja resistieron la conquista romana hasta la muerte de Viriato.
Cuando se construyó la EX-108, fueron hallados los restos de una villa romana, El Ladrillar, cerca del río Árrago. Entre los restos se encontró una tinaja de agua, actualmente expuesta en el Museo de Cáceres. También se encontraron en el mismo lugar restos de termas y restos de mosaicos. Los romanos incluyeron a Moraleja en la provincia de Lusitania, concretamente en el Conventus Emeritensis. Las principales localidades romanas más cercanas a la actual Moraleja eran Mirobriga, Caurium y Egitania esta última en Portugal identificada como Idanha-a-Velha , pasando por la actual Moraleja la Vía Dalmacia, calzada romana que desde Alcornetar (Vía de la Plata), unía estas dos primeras localidades, entre otras. Los restos epigráficos de la época no permiten saber si en Moraleja había un núcleo estable o era una mera extensión rural de Caurium. En cualquier caso, hubo asentamientos rurales como consecuencia de la agricultura.

### Edades media y moderna

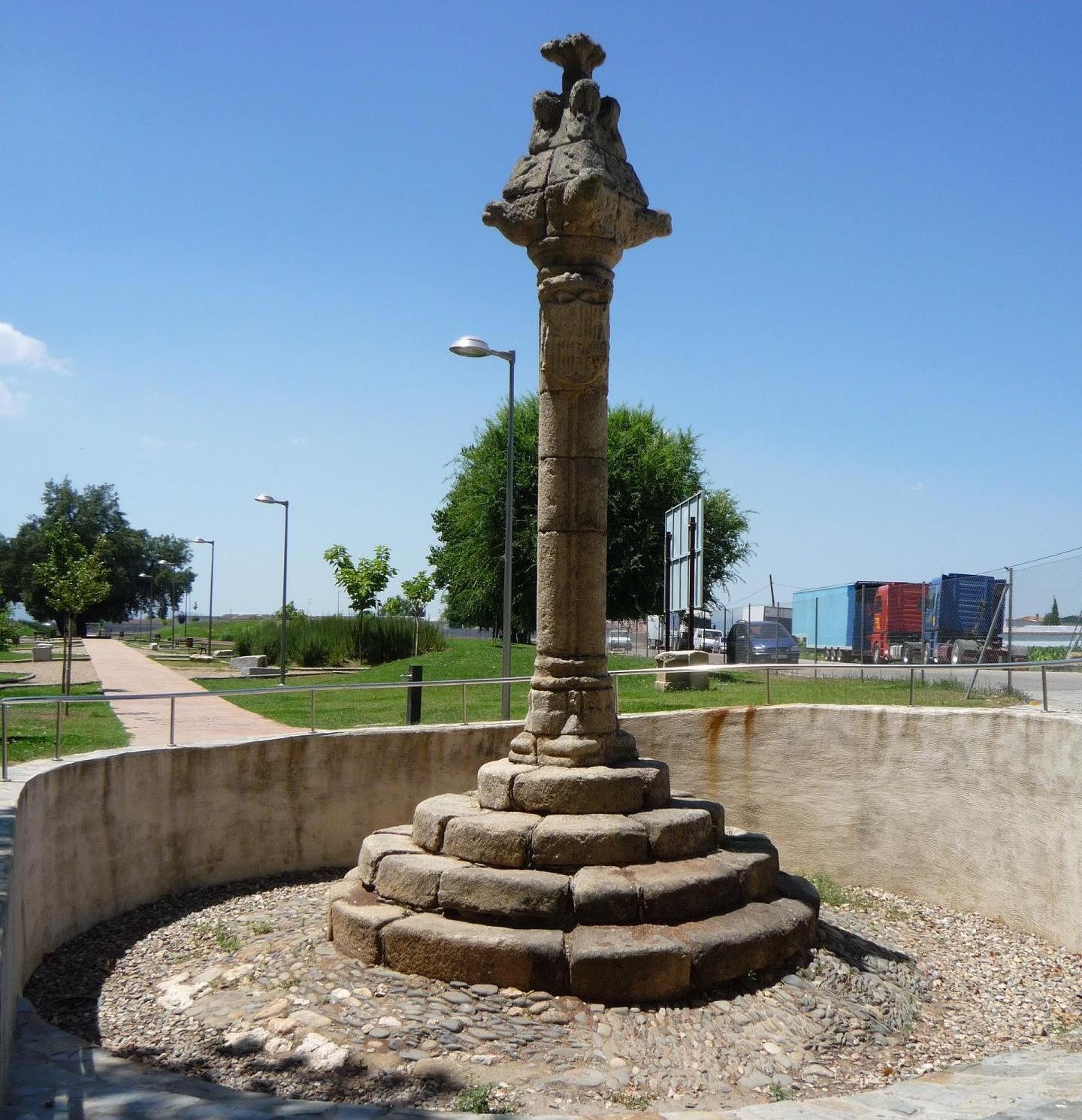
Rollo de Moraleja

Al morir el rey Alfonso VII, su reino se repartió entre sus hijos Sancho III de Castilla y Fernando II de León. El rey leonés tenía en sus territorios la Transierra, en la cual se encontraba Moraleja. El líder almohade Abu Yacub Yusuf, en el último tercio del siglo XII, tomó lugares de la Transierra como Alcántara, el Castillo de Milana y otras fortalezas de la sierra de Gata. Alfonso IX de León reconquistó la Transierra a comienzos del siglo XIII.
Así, la primera vez que se encuentra citado el nombre de la localidad se remonta a 1226, en un convenio entre la Orden de Alcántara y el Obispado de Coria:

«...ego Adefonsus, Rex Legionis et Gallaeciae intentionem et lites, quae inter Concillum cauriense et Dominum Garsiam Sancii Magistrum et fratres de Alcantara, super terminis sunt exostar, sedare cupiens, villam quae dicitur Milana et aliquam quae dicitur Moralegia a Cauria divido...»

En este ambiente histórico de Reconquista hay que situar el entorno geográfico de Moraleja, cuya tierra lógicamente se vería inmersa en estos conflictos y andanzas bélicas. Sin embargo, el antecedente de lo que hoy es Moraleja lo encontramos unos kilómetros más al sur, en el enclave ya citado de Milana.
El Catastro de Ensenada fechado en 1753, describe el tipo y dedicación de las tierras, hortalizas en el regadío, en el secano cereales, viñas, olivos, pastos para el ganado y monte alto y bajo… Destaca la producción de aceite con varios molinos para su elaboración todos ellos situados en la Ribera de Gata. Por aquel entonces Moraleja contaba con 140 viviendas de las que 10 estaban cerradas por “falta de moradores”. En 1791 contaba con 170 vecinos, de los que 110 eran jornaleros, 50 labradores, 2 zapateros, 2 sastres, 2 carpinteros y 1 herrero.

### Municipio
A la caída del Antiguo Régimen la localidad se constituyó en municipio constitucional en la región de Extremadura, partido judicial de Coria que en el censo de 1842 contaba con 240 hogares y 1315 vecinos.
En 1847 tenía 250 casas (en torno a 1200-1500 habitantes), se menciona ya la existencia de huertas y encinares, abundante cereal (centeno, trigo y cebada), aceite, vino, legumbres y una fábrica de jabón duro, 5 molinos para el aceite y 2 más para los cereales.
Moraleja se unió a la Mancomunidad de Municipios de Sierra de Gata por razones históricas y económicas, ya que comparte con la sierra de Gata su vinculación histórica con la Orden de Alcántara y además los pueblos que geográficamente se situaban en la sierra no alcanzaban el número de habitantes suficientes para obtener las ventajas que se derivaban de su constitución. Literalmente volcada hacia la carretera Moraleja da la espalda a sus raíces arquitectónicas y muestra al visitante que se dirige a la Sierra una imagen de desarrollismo propia de los años 70, lo cual consigue, cómo consuelo, reforzar el entusiasmo del turista al contemplar lo que le espera unos kilómetros más adelante.
El 24 de mayo de 2012, aproximadamente a las 11:55 de la mañana, explotó una de las calderas de una fábrica de aceite a las afueras de la localidad. La explosión se debió al hexano, un disolvente químico muy utilizado con el orujo. Esta explosión se llevó la vida de tres personas, un anciano, un hombre de mediana edad y un joven, este último sin encontrar totalmente, dado que únicamente se hallaron restos del mismo en los escombros de la destruida nave. También hubo otros tres heridos leves.

## Demografía
Moraleja cuenta con una población de 6578 habitantes (INE 2024).
| Gráfica de evolución demográfica de Moraleja entre 1842 y 2021 |
| |
| Población de derecho según los censos de población del INE Población de hecho según los censos de población del INEEn este censo se denominaba Moraleja o Moraleja del Peral: 1860. Entre el censo de 2011 y el anterior, disminuye el término del municipio porque independiza a Vegaviana. Este hecho se produjo en 2009. |

La población de Moraleja tuvo un crecimiento estable desde principios del siglo XX, pero fue en los años cincuenta, con la construcción del embalse de Borbollón cuando la población dio un gran salto, llegando a duplicarse en 1960. A partir de entonces la población se mantuvo estable en torno a los 8000 habitantes pero en 2009, la mayor de las pedanías del municipio, Vegaviana, se separó de este, siendo independiente y reduciendo la población total.

### Organización territorial
Hasta 2009, Vegaviana era una pedanía del municipio, la más grande de ellas, con 800 habitantes aproximadamente, pero fue en ese año en el que se separó y se hizo independiente, incluyéndose en su nuevo término fincas como La Mata, La Quinta y parte de Porciones.
Actualmente Moraleja cuenta con varias fincas, cinco de las cuales estaban hasta 2007 reconocidas como núcleos de población despoblados por el Nomenclátor del INE: Cañadas, Malladas, Pedrizas, Rozacorderos y parte de Porciones.

## Economía
La deuda viva del ayuntamiento de Moraleja ascendía a la cantidad de 3 261 000 euros a fecha 31 de diciembre de 2009, según el informe de deuda viva local del Ministerio de Economía y Hacienda de España.

## Servicios

### Educación
Moraleja cuenta con su propio IES, el IES Jálama. Este cuenta con la posibilidad de impartir clases de ESO y bachillerato, aparte de ciclos formativos, PCPI o módulos.
Moraleja también cuenta con dos colegios públicos de educación primaria, el CP Cervantes y el CP Virgen de la Vega, aparte de un colegio de educación infantil, el CEI Joaquín Ballesteros, siendo uno de los dos únicos colegios de Extremadura que imparte educación únicamente infantil. Hay, también, un centro de enseñanza para adultos, conocido popularmente como La Chopera.
En la localidad hay numerosos centros formativos privados y academias.

### Transporte
Dentro de la comunicación por carreteras, la principal que atraviesa la localidad es la EX-109, aunque por el sur discurre la EX-117.
La autovía autonómica EX-A1, aún en construcción parcial, contiene dos tramos que pasan por Moraleja: el tramo Coria Oeste-Moraleja Este y el tramo Moraleja Este-Moraleja Oeste. Ambos fueron abiertos el 21 de junio de 2012. 
La autovía se encuentra en su totalidad abierta, con 99 km abiertos excepto el tramo Moraleja Oeste-Frontera Portuguesa, aún en proyecto de construcción.

## Cultura

### Patrimonio

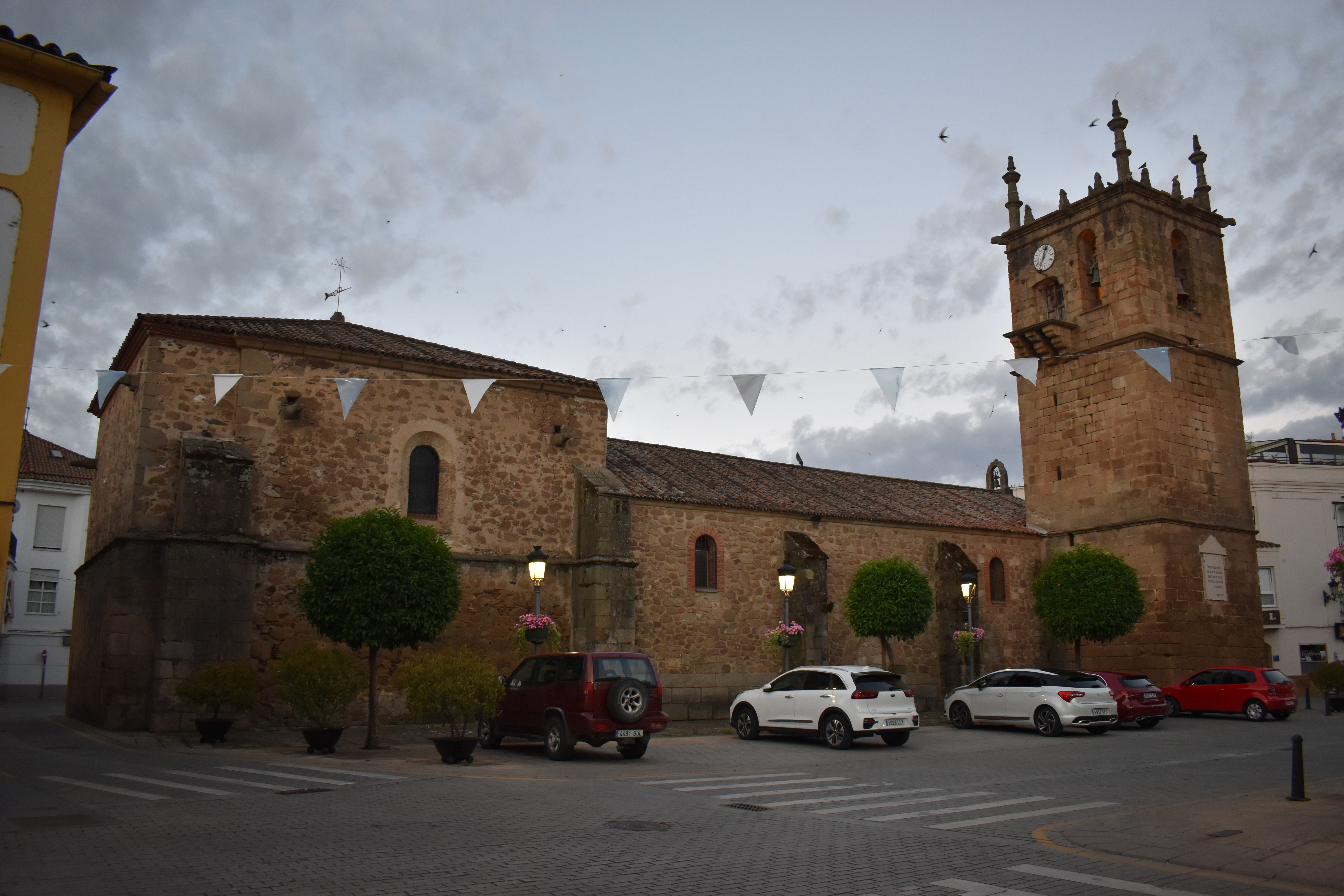
Iglesia parroquial

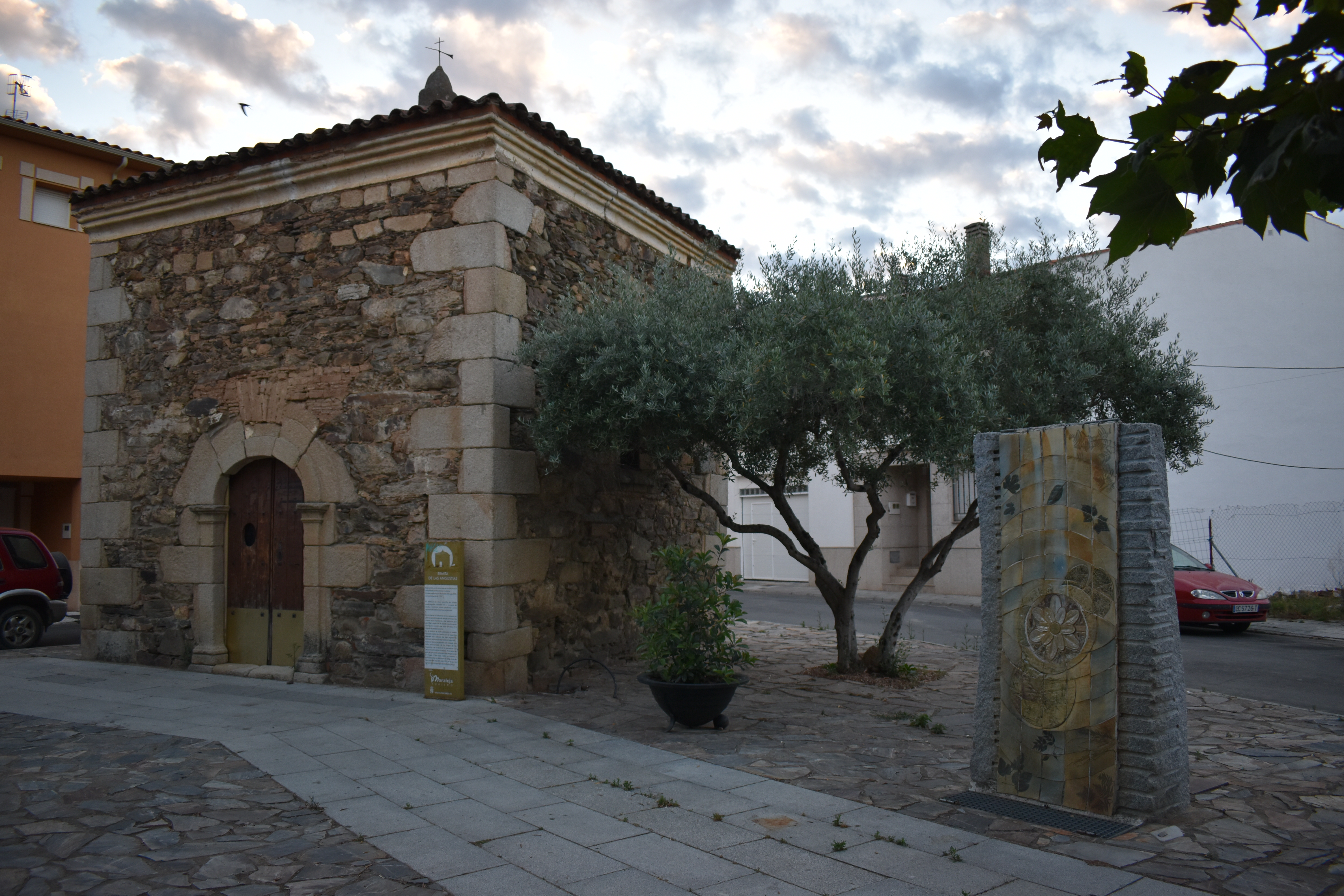
Ermita de las Angustias

Moraleja cuenta con las siguientes monumentos y edificios religiosos de interés:
- Iglesia de Nuestra Señora de la Piedad . El principal edificio religioso de la localidad, situada en pleno centro de esta, en la plaza de España, frente al Ayuntamiento. En esta se celebran la mayoría de las celebraciones religiosas del pueblo. Cuenta con una talla de la Virgen de los Desamparados del siglo XVI, otra de San Ramón Nonato del siglo XVII, una píxide de plata y tres pinturas de Pablo Lázaro.
- Ermita de la Virgen de la Vega. Situada en un terreno a las afueras de la localidad, en la carretera a Zarza La Mayor. En ella se celebra todos los años, el primer domingo de mayo, la romería en honor a la Stma.Virgen de la Vega (Moraleja). Ha sido reformada en varias ocasiones en los siglos XIX y XX, hasta llegar a ser sustituida por la ermita actual en 1961.
- Ermita de las Angustias, se trata de una construcción de finales del siglo XVIII, concretamente de 1787 situada en el centro de la localidad Según la Real Audiencia de Extremadura en 1791, se cita esta ermita con el nombre de Humilladero localizándose en el camino de Coria a las afueras de la población. El hecho de compartir el nombre de ermita de las Angustias, como se conoce en la actualidad, con el de Humilladero, nos hace pensar que en este lugar se asentaba el primitivo edificio de este nombre. Tal edificio se arruinaría a lo largo del siglo XVIII y en 1787 sería rehecho.El edificio es muy sencillo de planta cuadrangular cubierto con una cúpula de media naranja sobre pechinas como muchos del sobrio barroco extremeño.
- Rollo Picota. La picota no es solo un símbolo de la jurisdicción que alcanzó Moraleja en 1603 y que le permitía ejercer justicia, sino que es un hito claro de demarcación del territorio, un punto singular en las redes viaria y limitánea. En la red limitánea los vértices se suelen llamar trifinios, cuatrifinios o pentafinios, según confluyan en ellos tres, cuatro o cinco fines o límites. En el caso de la picota nos encontramos con la pervivencia de un cruce de cinco caminos o límites, por lo que es sin duda un pentafinio que ha pervivido con especial significación. Por otra parte es el símbolo de la justicia real y de ciudad realenga, lo cual se otorga a los pueblos que destacaban por su contribución a la Corona en hombres y dinero. También tuvo una función penal, en él se ponía a los reos al escarnio público, era aviso para malhechores, porque en las cuatro ménsulas laterales se colocaban las cabezas de los ajusticiados.
- La Milana o Torre Milanera, se encuentra en las inmediaciones de Moraleja, en un elevado promontorio de unos 300 metros de altura, ligeramente aplanado, entre las confluencias de los ríos Rivera de Gata y Árrago, en el paraje conocido como Las "Ajuntas". Se trata de una construcción semicircular que marca claramente el área de emplazamiento, adaptándose a la topografía del terreno; en la parte alta del mismo hallamos un promontorio por el que se accedía al recinto desde el camino antiguo de La Milana. El resto, aparentemente llano, desciende suavemente hacia el extremo de confluencia de los ríos. Esta adaptación a la topografía del terreno y a los cursos del río, proporciona una defensas naturales de por sí existentes. Aunque no conservan restos de una gran monumentalidad, si se pueden apreciar que los lienzos del encerramiento de protección están compuestos de gruesos muros.
- La Casa-Palacio de la Encomienda, que sirvió como cuartel en el siglo XIV, perteneciendo a la Orden de Alcántara, y que llegó a acoger al rey Felipe II. Su propiedad es privada, y desde el año 2011 está en venta, para que se pueda restaurar, y conservar lo que queda del pasado.

### Medios de comunicación
El pueblo cuenta con una emisora de radio, Radio Interior de Moraleja, que emite en el 92.8 FM. La emisora cuenta con página web propia que hace las funciones de periódico local, dando noticias de la zona.

### Deporte

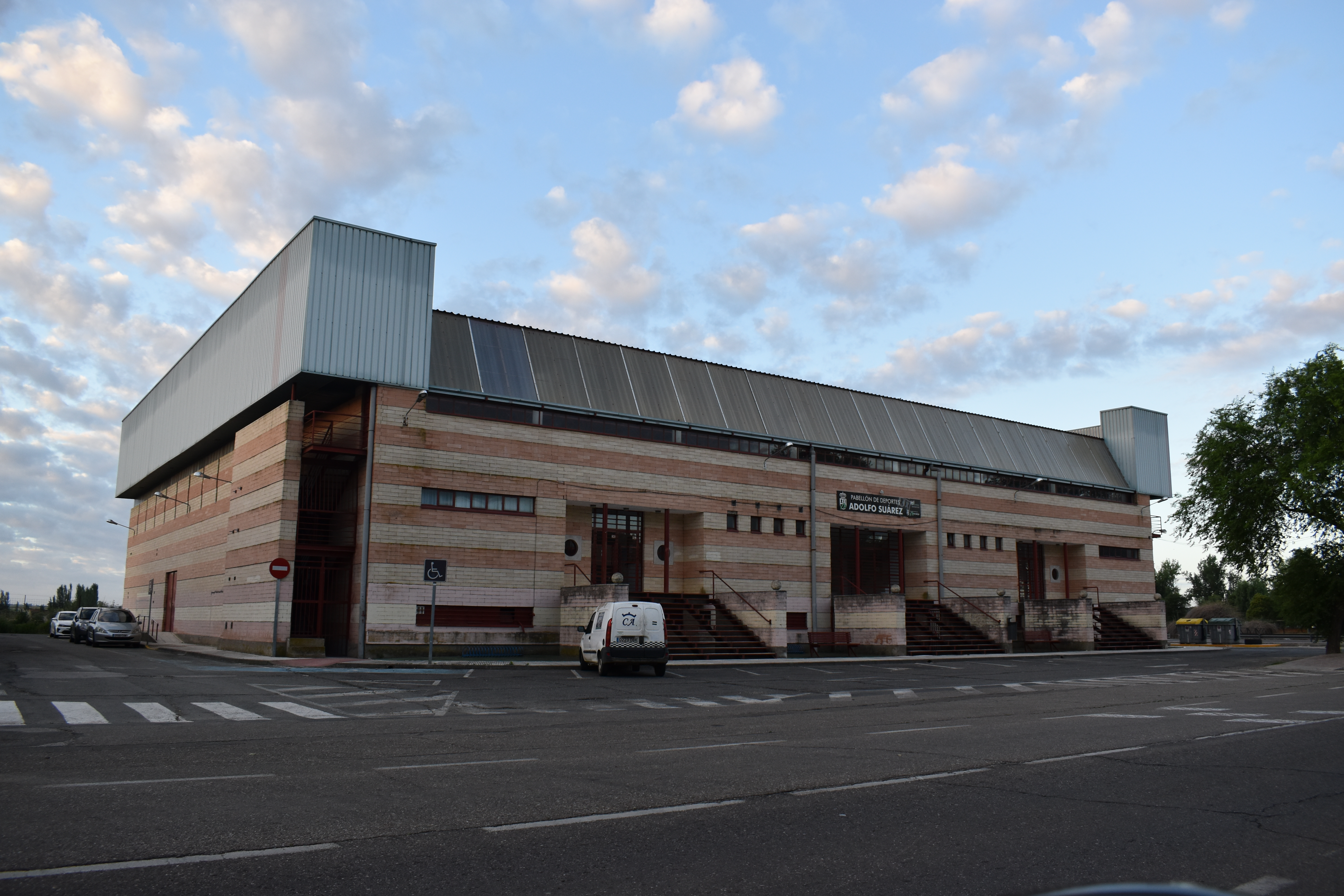
Pabellón deportivo

El municipio cuenta con un equipo de fútbol que en la temporada 2010-2011 juega en la Regional Preferente, el Moraleja Cahersa.
También existen numerosos equipos infantiles y juveniles de gran cantidad de deportes que participan en competiciones de carácter regional.

## Enlaces externados
- Wikimedia Commons alberga una categoría multimedia sobre Moraleja.
- Ayuntamiento de Moraleja

- Datos: Q1444329
- Multimedia: Moraleja / Q1444329